# AMPIA
L'acronimo AMPIA viene utilizzato dai soccorritori, durante gli interventi di emergenza sanitaria, per ricordare le informazioni utili da ottenere, relative alla storia medica e non del paziente.
Nel caso il paziente non sia in grado di rispondere o non sia attendibile, come nel caso dei bambini, le informazioni possono essere chieste direttamente ai familiari o ai conoscenti presenti sul posto.
Il recupero di queste informazioni fa parte della lettera "E" del protocollo di soccorso ABCDE.

## Significato
Le lettere dell'acronimo stanno per:
- Allergie, sia ad alimenti che a farmaci
- Medicinali, sia presi per il problema del momento (ad esempio analgesici) sia le terapie che il paziente assume regolarmente
- Patologie pregresse, anche interventi chirurgici, seppur non apparentemente legate al problema del momento
- Ingestione di alimenti, quantità e caratteristiche dell'ultimo pasto
- Altre informazioni sull'evento (ad esempio la localizzazione e la tipologia del dolore, se c'è stato un evento scatenante, se si tratta della prima volta che accade un evento simile...)

## SAMPLE
In sostituzione dell'AMPIA può essere utilizzato l'acronimo SAMPLE, con il quale è quasi coincidente. Di origine anglofona, SAMPLE viene comunemente utilizzato anche in altri paesi, tra cui l'Italia.
- Sintomi e segni (Sign and Syntoms)
- Allergie (Allergies)
- Medicinali assunti (Medications)
- Patologie in essere e pregresse (Past medical)
- L'ultimo pasto (Last meal)
- Evento scatenante (Events)